# Mitrídates II da Pártia
Mitrídates II, dito o Grande, foi soberano do Império Parta de 123 a 88 a.C. O império atingiu sua maior extensão durante seu reinado.
Ele foi o filho e sucessor de Artabano I, que morreu lutando contra os tocários, após receber um ferimento no braço. Ele lutou contra vários vizinhos, e derrotou os citas, que ocuparam a Báctria e o leste do atual Irã, e mataram seu predecessor em batalha.
Ele lutou contra Artoadistes da Armênia  (Artavasdes I da Arménia).
O texto de Juniano Justino confunde este rei com Mitrídates III, que, após a guerra contra a Armênia, foi banido do reino, por causa de sua crueldade, pelo senado da Pártia, e foi sucedido por seu irmão Orodes. Mitrídates III se refugiou na Babilônia, e foi sitiado por Orodes, entregou-se, confiante na sua relação com o irmão, que o tratou como inimigo e o executou.

Árvore genealógica baseada em Justino, com uma extrapolação (Artabano I filho de Friapácio):
|  |  |  |  |  |  |           |           |           |           |           |           |  |  |  |  | Friapácio I  |              |              |              |              |              |  |  |  |  |               |               |               |               |               |               |  |  |  |  |  |  |  |  |  |  |  |  |  |  |  |  |  |  |
|  |  |  |  |  |  |           |           |           |           |           |           |  |  |  |  |              |              |              |              |              |              |  |  |  |  |               |               |               |               |               |               |  |  |  |  |  |  |  |  |  |  |  |  |  |  |  |  |  |  |
|  |  |  |  |  |  |           |           |           |           |           |           |  |  |  |  |              |              |              |              |              |              |  |  |  |  |               |               |               |               |               |               |  |  |  |  |  |  |  |  |  |  |  |  |  |  |  |  |  |  |
|  |  |  |  |  |  | Fraates I | Fraates I | Fraates I | Fraates I | Fraates I | Fraates I |  |  |  |  | Mitrídates I | Mitrídates I | Mitrídates I | Mitrídates I | Mitrídates I | Mitrídates I |  |  |  |  | Artabano I    | Artabano I    | Artabano I    | Artabano I    | Artabano I    | Artabano I    |  |  |  |  |  |  |  |  |  |  |  |  |  |  |  |  |  |  |
|  |  |  |  |  |  | Fraates I | Fraates I | Fraates I | Fraates I | Fraates I | Fraates I |  |  |  |  | Mitrídates I | Mitrídates I | Mitrídates I | Mitrídates I | Mitrídates I | Mitrídates I |  |  |  |  | Artabano I    | Artabano I    | Artabano I    | Artabano I    | Artabano I    | Artabano I    |  |  |  |  |  |  |  |  |  |  |  |  |  |  |  |  |  |  |
|  |  |  |  |  |  |           |           |           |           |           |           |  |  |  |  | Fraates II   | Fraates II   | Fraates II   | Fraates II   | Fraates II   | Fraates II   |  |  |  |  | Mitrídates II | Mitrídates II | Mitrídates II | Mitrídates II | Mitrídates II | Mitrídates II |  |  |  |  |  |  |  |  |  |  |  |  |  |  |  |  |  |  |

## Nome
Mitridates (Μιθριδάτης, Mithridátēs), Mitradates (Μιθραδάτης, Mithradátēs), Meredates (Μερεδατης, Meredatēs), Meerdates (Meherdates) são as variantes gregas do persa antigo Mitradata (*Miθra-dāta-), "dado por Mitra". O nome foi registrado em parta (𐭌𐭕𐭓𐭃𐭕), persa médio e armênio (Միհրդատ) como Mirdate (Mihrdāt), em aramaico como Mitredate ("Mitredat", mtrdt) e em persa novo como Merdade (مهرداد, Mehrdâd).